# 장쯔창
장쯔창(중국어 간체자: 张子强, 정체자: 張子強, 병음: Zhāng Ziqiáng, 1955년 4월 7일 ~ 1998년 12월 5일)은 중화인민공화국의 범죄자, 마피아 조직원이다. 홍콩에서 납치, 강도, 무기 밀수를 통해 막대한 범죄 수익을 올렸기 때문에 "대부호"(大富豪)라는 별칭이 붙었다.
1990년 2월 22일에는 홍콩 카이탁 국제공항에서 3,000만 홍콩 달러 상당의 롤렉스 시계를 밀수했다. 1991년 9월에는 홍콩에서 밀수 혐의로 징역 18년형을 선고받았지만 1995년 6월에 석방되었다. 1996년 5월 23일에는 기업인 리자청의 아들인 빅터 리(Victor Li)를 납치했고 1997년 9월 29일에는 기업인 월터 궉(Walter Kwok)을 납치했다.
1998년 8월 중화인민공화국 광둥 성에서 마피아 조직원 35명과 함께 체포되었으며 1998년 11월 12일 광둥 성 법원에 열린 재판에서 사형을 선고받았다. 1998년 12월 5일 광저우에서 총살되었다.